# Beatallica
Beatallica est un groupe de comedy rock et heavy metal américain, originaire de Milwaukee, dans le Wisconsin. Le style musical du groupe mêle des chansons des Beatles et de Metallica. La musique et les paroles des titres sont inspirés des Beatles (en incluant des phrases des deux groupes), et joués dans un style thrash metal.

## Biographie

### Débuts (2001–2008)
Le groupe est formé en 2001 par le chanteur Jaymz Lennfield, et le guitariste Krk Hammetson. Leur premier titre A Garage Dayz Nite est enregistré pour un concert annuel se tenant à Milwaukee. Quelques dizaines de copies de l’album sont réalisées et distribuées à des amis dont l’un d’eux, David Dixon, crée un site web où il propose les titres de l’album en téléchargement libre. C’est lui qui nomme le groupe Beatallica. Le groupe reste dans l’ignorance de ce site jusqu’à l’été 2002 où Dixon les rencontre pour leur transmettre une série de mails venant de fans du monde entier. Le groupe donne finalement son accord pour le site et, sur la demande des fans, enregistre un second album intitulé Beatallica (mais connu sous le nom de The Grey Album) qui sort le 1er avril 2004. Toujours en 2004, le groupe (qui comprend maintenant en plus Kliff McBurtney à la basse et Ringo Larz aux percussions commence à se produire en public dans des spectacles incorporant des éléments venant à la fois des Beatles et de Metallica.
En 2005 et 2006, le groupe tourne à l'international, jouant plus 60 concerts dans des villes comme Londres le 26 avril 2006. Beatallica tournera notamment avec Motorhead, Testament, Kreator, Sepultura, LA Guns et jouera dans plusieurs festivals comme le Summerfest à Milwaukee, le Earthshaker Festival en Allemagne, le festival Kings of Metal aux Pays-Bas, et le Busan International Rock Festival en Corée du Sud. En 2007, le groupe, qui comprend Jaymz Lennfield (chant, guitare rythmique), Grg Hammetson (guitare solo), Kliff McBurtney (basse, chœurs) et Ringo Larz (batterie), entre en studio pour réenregistrer plusieurs chansons officielles de Krk et Jaymz et écrire les chansons de leur premier album studio, Sgt. Hetfield's Motorbreath Pub Band. En mai 2008 sort le single All You Need is Blood de Beatallica, enregistré en 13 langues pour remercier tous les fans du monde, des fans qu'ils surnomment Beatallibangers. Le groupe tourne ensuite en Belgique, en République tchèque et en Pologne. Sgt. Hetfield's Motorbreath Pub Band est publié en Pologne par le label Metal Mind Productions. En septembre et octobre 2008 sortent l'album Sgt. Hetfield's Motorbreath Pub Band et le single All You Need is Blood au japon par Sony-ATV. Le 1er avril 2009 (l'anniversaire de Beatallica), Beatallica fait la rencontre de Metallica après un show à Paris, en France. 

### Nouveaux albums (depuis 2009)

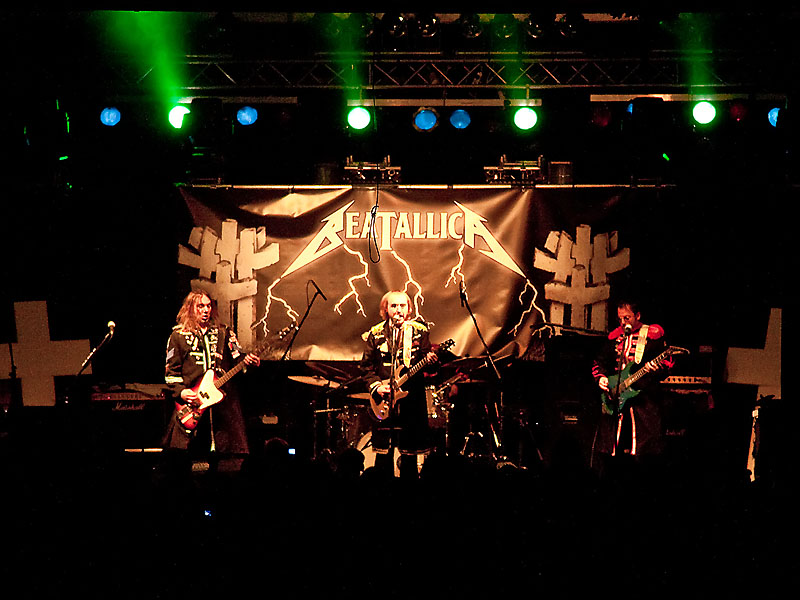
Beatallica sur scène à Leipzig, en 2009.

Le 4 août 2009, Masterful Mystery Tour, le deuxième album du groupe est publié à l'international. Le 9 septembre 2009, Masterful Mystery Tour est publié au Japon par Sony-ATV, qui comprend deux chansons bonus, la version live des chansons I Want to Choke Your Band et Revol-ooh-tion, enregistrées en concert à Milwaukee.
Ils publient leur EP Winter Plunderband le 17 novembre 2009. Les chansons qui y sont incluses sont des reprises de Wonderful Christmas Time de Paul McCartney et Happy Christmas (War is Over) de John Lennon et Yoko Ono, ainsi que deux chansons originales : Hella Day for Holiday et Heretic.
Le 16 avril 2013, leur troisième album, Abbey Load, est publié.

## Problèmes légaux
Pour éviter les problèmes légaux, le groupe applique une politique strictement non-commerciale (tous les titres sont disponibles librement) et quittent l’anonymat (les noms mentionnés ci-dessus sont des pseudonymes, mais leurs vrais noms sont révélés lors de conférences de presse). Les membres du groupe Metallica sont au courant de l’existence de Beatallica qui ne leur pose aucun problème. Lars Ulrich, James Hetfield et Kirk Hammett déclarent même publiquement qu’ils appréciaient ces parodies.
Le 17 février 2005, un ordre de cease and desist est envoyé à Beatallica par la compagnie Sony/ATV Music Publishing qui détient les droits de la plupart des titres des Beatles. Cet ordre stipule que les pages music, new et merchandise du site officiel de Beatallica représentent des violations de copyright et doivent donc être retirés. En réponse, une pétition est adressée à Sony par les fans pour demander le retrait de la plainte. Le groupe est sauvé par le batteur de Metallica, Lars Ulrich, qui offre son aide pour des négociations avec Sony et demande au juriste du groupe son aide. Sony prend la décision de ne pas se lancer dans un procès, mais se réserve le droit de le faire dans le futur si besoin est. Sony décide finalement de conclure un arrangement avec Beatallica, et leur nouveau label Oglio Records.

## Membres

### Membres actuels
- Jaymz Lennfield (Michael Tierney) - paroles, chant, guitare
- Grg Hammetson (Lee Bruso) - divers instruments en studio, paroles, guitare
- Kliff McBurtney (Paul Terrien) - basse
- Ringo Larz (Ryan Charles) - percussions

### Ancien membre
- Krk Hammetson (Michael Brandenburg) - chant, guitare

### Invité
- Diablo Mysterioso - guitare

## Discographie

### Albums studio
- 2007 : Sgt. Hetfield's Motorbreath Pub Band
- 2009 : Masterful Mystery Tour
- 2013 : Abbey Load

### EP et singles
- 2001 : A Garage Dayz Nite
- 2004 : Beatallica (EP) (connu également sous le nom the Grey Album, un mélange des White Album des Beatles, et Black Album de Metallica)
- 2008 : All You Need Is Blood (maxi-single)
- 2009 :  Winter Plunderband (EP)